# Шото
Шото (на английски: Choteau) е град в окръг Титон, щата Монтана, САЩ. Шото е с население от 1781 жители (2000) и обща площ от 4,6 km². Намира се на 1164 m надморска височина. ЗИП кодът му е 59422, а телефонният му код е 406.